# جان جیمز
جان جیمز (انگلیسی: John James؛ زادهٔ ۱۸ آوریل ۱۹۵۶) یک هنرپیشه اهل ایالات متحده آمریکا است. وی از سال ۱۹۷۷ میلادی تاکنون مشغول فعالیت بوده‌است.
از فیلم‌ها یا برنامه‌های تلویزیونی که وی در آن نقش داشته است می‌توان به یخ‌شکن و دودمان اشاره کرد.